# Pic Lézat
Le pic Lézat est un sommet des Pyrénées françaises.

## Toponymie
Auparavant nommé pic Intermédiaire ou pic du Passage, il a été appelé pic Lézat après sa première ascension en 1852 par Toussaint Lézat, en compagnie du guide luchonnais Jean Redonnet, dit Michot.

## Géographie
Situé dans le département de la Haute-Garonne, près de Bagnères-de-Luchon.

### Topographie
Il domine le cirque des Crabioules et la vallée du Lis.

## Histoire
En 1852, la première fut réalisée par Toussaint Lézat et Jean Redonnet.